# 卡尔蒂尼-莱皮奈
卡尔蒂尼-莱皮奈（法語：Cartigny-l'Épinay，法語發音：[kaʁtiɲi lepinɛ] ⓘ）是法国卡尔瓦多斯省的一个市镇，属于巴约区。该市镇于1826年由原市镇卡尔蒂尼（Cartigny）和莱皮奈泰松（L'Épinay-Tesson）合并而成。

## 地理
卡尔蒂尼-莱皮奈（49°14'23"N, 1°0'34"W）面积10.23 平方千米，位于法国诺曼底大区卡爾瓦多斯省，该省份为法国西北部沿海省份，北濒大西洋英吉利海峡，东北与滨海塞纳省以海上边界相接，东临厄尔省，南至奧恩省，西与芒什省接壤。
与卡尔蒂尼-莱皮奈接壤的市镇（或旧市镇、城区）包括：拉福利、利松、圣马尔库夫、埃勒河畔圣玛格丽特、滨海伊西尼。
卡尔蒂尼-莱皮奈的时区为UTC+01:00、UTC+02:00（夏令时）。

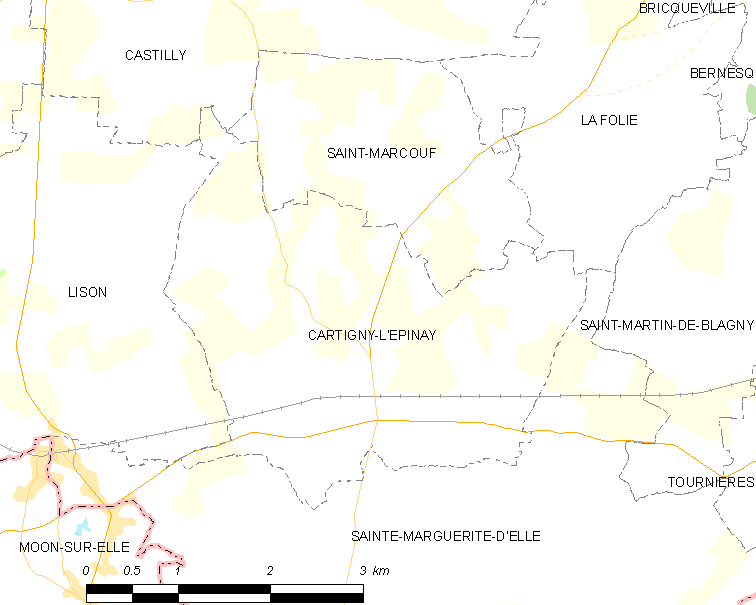
卡尔蒂尼-莱皮奈的OSM定位图

## 行政
卡尔蒂尼-莱皮奈的邮政编码为14330，INSEE市镇编码为14138。

## 政治
卡尔蒂尼-莱皮奈所属的省级选区为特雷维耶尔县。

## 人口

1962-2008年间卡尔蒂尼-莱皮奈人口变化图示

卡尔蒂尼-莱皮奈于2022年1月1日时的人口数量为301人。